# Mallorca Open 2019
Mallorca Open 2019 byl tenisový turnaj pořádaný jako součást ženského okruhu WTA Tour, který se odehrával na otevřených travnatých dvorcích v místním Santa Ponsa Tennis Clubu. Probíhal mezi 17. až 23. červnem 2019 v západomallorském přímořském letovisku Santa Ponsa jako čtvrtý ročník turnaje.
Turnaj s rozpočtem 250 000 dolarů patřil do kategorie WTA International. Nejvýše nasazenou hráčkou ve dvouhře se stala světová šestka Angelique Kerberová z Německa. Jako poslední přímá účastnice do dvouhry nastoupila 64. hráčka žebříčku Portoričanka Mónica Puigová.
Druhý singlový titul na okruhu WTA Tour, a první z trávy, vybojovala 20letá Američanka Sofia Keninová. Třetí společnou trofej ze čtyřhry WTA si odvezl belgicko-švédský pár Kirsten Flipkensová a Johanna Larssonová.

## Distribuce bodů a finančních odměn

### Distribuce bodů
| Soutěž  | vítězky | finalistky | semifinalistky | čtvrtfinalistky | 16 v kole | 32 v kole | Q  | Q2 | Q1 |
| ------- | ------- | ---------- | -------------- | --------------- | --------- | --------- | -- | -- | -- |
| dvouhra | 280     | 180        | 110            | 60              | 30        | 1         | 18 | 12 | 1  |
| čtyřhra | 280     | 180        | 110            | 60              | 1         | —         | —  | —  | —  |

### Finanční odměny
| Soutěž                                | vítězky | finalistky | semifinalistky | čtvrtfinalistky | 16 v kole | 32 v kole | Q2   | Q1   |
| ------------------------------------- | ------- | ---------- | -------------- | --------------- | --------- | --------- | ---- | ---- |
| dvouhra                               | €34 677 | €17 258    | €9 274         | €4 980          | €2 742    | €1 694    | €823 | €484 |
| čtyřhra                               | €9 919  | €5 161     | €2 770         | €1 468          | €774      | —         | —    | —    |
| částky ve čtyřhře jsou uváděny na pár |         |            |                |                 |           |           |      |      |

## Ženská dvouhra

### Nasazení
| Stát                           | Hráčka                 | WTA | Nasazení |
| ------------------------------ | ---------------------- | --- | -------- |
| Německo                        | Angelique Kerberová    | 6.  | 1.       |
| Lotyšsko                       | Anastasija Sevastovová | 12. | 2.       |
| Švýcarsko                      | Belinda Bencicová      | 13. | 3.       |
| Belgie                         | Elise Mertensová       | 21. | 4.       |
| USA                            | Amanda Anisimovová     | 26. | 5.       |
| Francie                        | Caroline Garciaová     | 28. | 6.       |
| USA                            | Sofia Keninová         | 30. | 7.       |
| Česko                          | Kateřina Siniaková     | 38. | 8.       |
| Žebříček WTA k 10. červnu 2019 |                        |     |          |

### Jiné formy účasti
Následující hráčky obdržely divokou kartu do hlavní soutěže:
- Paula Badosová
- Andrea Petkovicová
- Maria Šarapovová
- Samantha Stosurová

Následující hráčka nastoupila do dvouhry pod žebříčkovou ochranou:
- Anna-Lena Friedsamová

Následující hráčky postoupily z kvalifikace:
- Ysaline Bonaventureová
- Kaja Juvanová
- Varvara Lepčenková
- Tereza Martincová
- Shelby Rogersová
- Sara Sorribesová Tormová

### Skrečování
- Shelby Rogersová

## Ženská čtyřhra

### Nasazení
| Stát                                                                       | Hráčka                         | Stát      | Hráčka                | WTA  | Nasazení |
| -------------------------------------------------------------------------- | ------------------------------ | --------- | --------------------- | ---- | -------- |
| Belgie                                                                     | Elise Mertensová               | Čína      | Čang Šuaj             | 14.  | 1.       |
| Belgie                                                                     | Kirsten Flipkensová            | Švédsko   | Johanna Larssonová    | 56.  | 2.       |
| Španělsko                                                                  | María José Martínez Sánchezová | Španělsko | Sara Sorribes Tormová | 98.  | 3.       |
| Japonsko                                                                   | Šúko Aojamová                  | Srbsko    | Aleksandra Krunićová  | 114. | 4.       |
| Žebříček WTA k 10. červnu 2019; číslo je součtem umístění obou členek páru |                                |           |                       |      |          |

### Jiné formy účasti
Následující páry obdržely divokou kartu do hlavní soutěže:
- Mona Barthelová /  Anna-Lena Friedsamová
- Aliona Bolsovová  /  Wang Ja-fan

## Přehled finále

### Ženská dvouhra
- Sofia Keninová vs.  Belinda Bencicová, 6–7(2–7), 7–6(7–5), 6–4

### Ženská čtyřhra
- Kirsten Flipkensová /  Johanna Larssonová vs.  María José Martínezová Sánchezová /  Sara Sorribesová Tormová, 6–2, 6–4